# Облатка (капсула)
Облатка (нем. Oblate лат. oblāta — поднесённый, предложенный) — устаревшая лекарственная форма,  капсула для приёма порошковых лекарств неприятного вкуса. Изготовлялись из теста, получаемого смешением крахмала с крахмальным клейстером. В настоящее время[когда?] в фармакологии не используются и заменены желатиновой капсулой.

## История
Облатки изобрёл в 1886 году С. Лимузен.

## В культуре
Псу однажды вы давали соль в облатке,

 Помните, когда он заболел?
— Вертинский А.  Пёс Дуглас. — 1917
.